# 장성옐로우시티스타디움
장성옐로우시티스타디움(長城옐로우시티스타디움, Jangseong Yellow City Stadium)은 대한민국 전라남도 장성군에 있는 스포츠 시설이다. 천연잔디 필드와 우레탄 트랙이 갖춰진 경기장이며, 2021년 10월에 준공되었다.

## 참고 문헌
- “장성옐로우시티스타디움”. 장성군체육사업소.
- 《2023 전국 공공체육시설 현황 (2022년 12월말 기준)》. 대한민국 문화체육관광부. 2024.